# Hyngelsböle

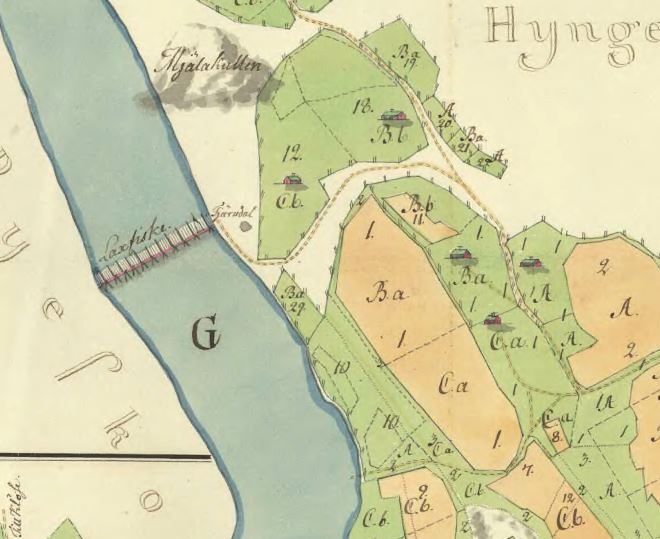
Hyngelsböle på en karta från 1784. I Lögdeälven finns en fast laxfiskesanordning.

Hyngelsböle är en by med medeltida anor, belägen på ömse sidor om Lögdeälven i Nordmalings kommun. Den gränsar nedströms mot Lögdeå och uppströms mot Toböle.

## Historia
Hyngelsböle omnämns i tidigast i den hjälpskattebok ("gärder och hjälper") som upprättades 1535. Namnet skrevs då Hongelsböle. I Gustav Vasas jordebok över Ångermanland från 1550 har Hyngelsböle (Holgerdzbölett) två skattebetalande bönder. Vid lantmätare Stenklyfts kartläggning 1646 fanns tre gårdar vilka bland annat förfogade över laxfiske i älven.
Olofsfors bruk, som grundades 1762, förvärvade en mängd hemman i trakten, bland annat i Hyngelsböle. När storskifte av utmarkerna förrättades i byn 1807 fanns sex åbor, varav bruket var en.
Vid mitten av 1700-talet anlades ett sågverk i byn med 500 träd i stockfångst. Anläggningen skattlades 1792. År 1849 flyttade Olofsfors bruk sin sågverksanläggning till Hyngelsböle. En stor damm anlades vid Kvarnforsen liksom ett nytt såghus med två dubbla ramar med tio respektive åtta sågblad samt ett vankantningsverk som drevs av ett särskilt vattenhjul. Tillverkningen baserades vid skattläggningen 1849 på 4 484 sågtimmer och produktionen kunde försiggå 21 veckor om året. Arbetsstyrkan bestod av en sågställare samt 14 arbetare över 18 år och fyra yngre. När Nordmalings Ångsågs AB 1886 köpte Olofsfors bruk övergick även sågverket i Hyngelsböle till detta företag, varefter driften lades ned.